# Lago Abudelauri Blanco
El lago Abudelauri Blanco (en georgiano: აბუდელაურის ტბა) es un lago glaciar ubicada en la Municipalidad Dusheti, en la región de Mtsjeta-Mtianeti en la parte oriental de Georgia. Está situado próximo de la Esta en la altitud de 2812 m, con volumen 45 500 m³. Permanece cubierto por el hielo más de seis meses al año.
- Datos: Q15908758
- Multimedia: Abudelauri Lakes / Q15908758